# فريق الأرشيف
فريق الأرشيف (بالإنجليزية: Archive Team)‏ هي مجموعة متطوعين فضفاضة من أمناء المحفوظات والمبرمجين والكتاب والثرثارين، تأسست على يد جايسون سكوت عام 2009 بهدف تكريس الجهود المختلفة للقيام بمهمة حفظ وإنقاذ التاريخ الرقمي قبل أن يضيع إلى الأبد. أطلق سكوت موقع الفريق استنادا إلى نظام الويكي، ليكون بمثابة نقطة انطلاق ومستودع معلومات عن مشاريع الأرشفة الخاصة بمواقع الويب الموشكة على الاختفاء أو تلك التي اختفت بالفعل من على الشبكة العنكبوتية العالمية، بالإضافة إلى توفير معلومات تقنية عن الطرق المختلفة للقيام بعمليات النسخ الاحتياطي وأرشفة البيانات لكافة المهتمين بهذا الأمر من الجمهور.

## النشأة
طرأت فكرة تكوين فريق الأرشيف على ذهن جايسون سكوت بعد قرار شركة إيه أو إل إغلاق خدمة استضافة مواقع الويب التي تقدمها لمستخدميها على شبكة الإنترنت، حيث قامت الشركة بمنع الوصول إلى ملايين المواقع التي تستضيفها. حدث ذلك في فترة وجيزة قدرها أربعة أسابيع بين الإعلان عن توقف الخدمة والتنفيذ بصورة فعلية؛ ما ترك المستخدمين في حيرة من أمرهم في كيفية استعادة المواقع التي قاموا بإنشائها، وذلك على الرغم من بقاء بعضها لسنوات طويلة على الشبكة.

## جهود العمل

### الهدف
ينصب تركيز فريق الأرشيف بصفة أساسية في العمل على نسخ وحفظ وأرشفة المحتوى الذي تقوم باستضافته خدمات الإستضافة المعرضة لأخطار مختلفة مثل: الإغلاق أو التوقف عن العمل أو الاندماج في كيانات أخرى أو هجمات قراصنة الحاسب؛ ما ينتج عنه حذف كافة المواد المحفوظة على خوادم الويب المرتبطة بتلك المواقع.
يحدث ذلك إما بدون إشعار مسبق لمستخدميها الذين يفاجأون بالأمر، أو بإعلامهم نية حدوث التغيير خلال فترة زمنية لا تمكنهم من استرجاع تلك المواد بصورة صحيحة وكاملة، علما بأن القانون الحالى لا يلزم شركات الاستضافة أن تقوم بالإعلان عن التغيير أو الاحتفاظ بنسخ احتياطية من المواقع؛ ما يعني ضياع كافة صفحات الويب الخاصة بالمستخدمين وبياناتهم بصورة نهائية من على شبكة الإنترنت. من ثم، تتمثل المهمة التالية للفريق في العمل على إتاحة الوصول لهذا المحتوى المستعاد مرة أخرى، وذلك لمن يعنيهم الأمر من مستخدمي تلك المواقع وروادها من الجمهور.

### البنية
ينسق جايسون سكوت جهود المتطوعين للعمل من خلال موقع فريق الأرشيف على شبكة الإنترنت، وذلك بعد قيامهم بتسجيل حساب على الويكي؛ حيث لا يسمح للمستخدمين المجهولين بالمشاركة في العمل الجاري بالمشاريع المختلفة. تتنوع مجالات المشاركة في أنشطة الفريق، بدء من المتطوعين (يطلق عليهم المحاربون) الذين يمكنهم العمل على انقاذ المواقع باستخدام آلة افتراضية على حواسيبهم الشخصية يطلق عليها محارب فريق الأرشيف؛ مرورا بالكتاب الذين يمكنهم كتابة تعليمات عن الأرشفة أو مقالات للجهات والأفراد المعنيين بالأمر؛ ثم الجمهور الذين يمكنهم توفير خوادم لإستضافة المحتوى الرقمي للمواقع المستعادة؛ ثم الجمهور الذين يمكنهم توفير خدمة بت تورنت لمشاركة ملفات المواقع المستعادة؛ وانتهاء بالأفراد المهتمين بتحميل ملفات تلك المواقع أو القيام بالبحث في كيفية استعادة البيانات المشوشة والمبهمة.
يتواصل أفراد الفريق التمطوعين بصفة أساسية من خلال قنوات الآي آر سي على الإنترنت؛ حيث يسرد الموقع عدد من تلك القنوات المقامة على شبكة EFNet لتنسيق العمل بالأنشطة المختلفة، وذلك بخلاف التواصل عن طريق البريد الإلكتروني.

### المشروعات
اشتملت بعض مشروعات فريق الأرشيف الحفاظ الجزئي على مواقع لم تعد موجودة على الوب مثل: ياهو! جيوسيتيز، ياهو! فيديو، جوجل فيديو، Splinder، فريندستير، FortuneCity، TwitPic، Poetry.com، ساوند كلاود، ومحرر جايستور التذكاري لآرون سوارتز.
من ناحية أخرى، يقوم الفريق بمهمات أرشفة لمحتويات المواقع القائمة بالفعل مثل: بعض المقالات الإخبارية العالمية، بعض خدمات تقصير الروابط، وكذا بعض مواقع الويكي، وذلك بصفة منتظمة.

## الملاحظات
1. ↑  من خلال (AOL Hometown)
2. ↑  يعمل برنامج (ArchiveTeam Warrior) على نظم التشغيل المختلفة:مايكروسوفت ويندوز؛ ماك أو إس؛ جنو/لينكس.[11]
3. ↑  بإستخدام أداة (NewsGrabber).[14]
4. ↑  بإستخدام أداة (URLTeam).[15]
5. ↑  بإستخدام أداة (WikiTeam).[16]